# Nördlicher Baray
Koordinaten: 13° 27′ 48″ N, 103° 53′ 41″ O

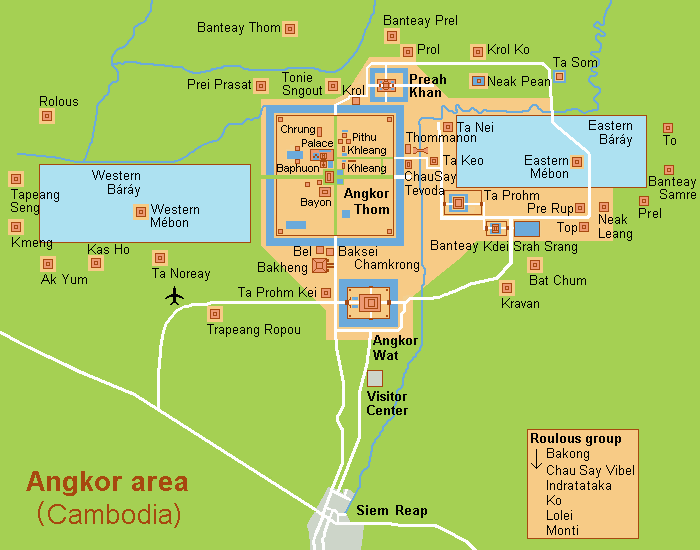
Etwa auf zwölf Uhr der Karte findet sich Preah Khan; unmittelbar östlich, zwischen der Straße im Norden und dem Fluss im Süden, liegt das Gebiet des Nördlichen Baray, im Zentrum die Insel Neak Pean.

Der Nördliche Baray, auch Baray von Preah Khan, ist ein ab 2007 wiederhergestelltes Staubecken in Angkor (Kambodscha).

## Anlage
König Jayavarman VII. ließ den 3500 m auf 900 m großen Nördlichen Baray um das Jahr 1200 bauen; damit sind der Westliche und der Östliche Baray wesentlich größer und ein Jahrhundert respektive drei Jahrhunderte älter. Offenbar genügten diese beiden aber nicht, um die Hauptstadt Angkor Thom und die ringsum gelegene riesige Ansiedlung zu versorgen, das mit gut 1000 km² größte Siedlungsgebiet vor dem Industriezeitalter.
Der Nördliche Baray wurde kurz nach der buddhistischen Tempelanlage und provisorischen Hauptstadt Preah Khan und gleichzeitig mit Angkor Thom gebaut. Er liegt unmittelbar östlich von Preah Khan; entlang seiner Südseite fließt der Siem-Reap-Fluss; an das jenseitige Flussufer grenzt der Östliche Baray. Wie die anderen Baray des Angkorgebietes einschließlich des kleinen Srah Srang liegt der Nördliche Baray als langgestrecktes Rechteck quer zum Kompass. Das hat zwei Gründe:
- In der Baukunst der Khmer steht eine Ausrichtung in die Haupthimmelsrichtungen für eine harmonische Beziehung zu Erde und Himmel.

- Da das Angkorgebiet zum Tonlé-Sap-See hin abfällt (etwa nach SSW), und da ein Baray ein eingedämmtes Staubecken ist, wählten die Baumeister die West-Ost-Ausrichtung; so mussten die unteren Dämme nicht sehr viel höher steigen als die oberen.

Inmitten des Nördlichen Baray liegt die künstliche Brunneninsel Neak Pean.

## Informationsbasis